# Čertův Důl (Zdobnice)
Čertův Důl (původní německý název Geiersgraben) je osada nacházející se v údolí stoupajícímu k hlavnímu hřebeni Orlických hor podél Čertovodolského potoka, rozprostřená v nadmořské výšce 700 až 780 m. Údolím prochází silnička končící až v sedle pod hřebenem, kterou kopíruje cyklostezka č. 4308 a modrá turistická trasa ze Zdobnice na rozcestí Pod Homolí (napojující Čertův Důl na nejstarší značenou stezku po hřebeni Orlických hor, Jiráskovu cestu).

## Historie
První zmínka o osadě pochází z roku 1790. První obyvatelé údolí byli německé národnosti, pocházeli z Kolína nad Rýnem a okolí. Jejich hlavní obživou bylo dřevorubectví a dřevovýroba.
V současné době slouží osada spíše k rekreačním účelům než k trvalému bydlení.